# 石巻市立寄磯小学校
石巻市立寄磯小学校（いしのまきしりつ よりいそしょうがっこう）は、宮城県石巻市寄磯浜にある公立小学校で、石巻市の東南端に位置する牡鹿半島の東に突き出た寄磯岬にある。寄磯と前網の2地区があり、南に金華山、西北西側に東北電力女川原子力発電所がある。東日本大震災による地震・津波により大きな被害を受けた地域に立地している。地区の保護者のほとんどが20トン前後の中・小型船による近海漁業や、湾内でのホタテ・ホヤなどの養殖漁業のような漁業に関係した仕事に携わっている。　　

## 沿革
- 1873年（明治６年） - 第7大学区第2中学校区陸前国牡鹿郡谷川小学校区となる。
- 1875年（明治８年） - 谷川小学校の支校として開設。
- 1879年（明治12年） - 12月9日、寄磯小学校独立、前浜56番地に校舎新築。
- 1880年（明治13年） - 8月の寄磯大火災で焼失。
- 1881年（明治14年） - 前浜56番地に、校舎新築。
- 1882年（明治15年） - 寄磯初等小学校と改称。
- 1910年（明治43年） - 前浜76番地に校舎新築。
- 1934年（昭和９年） - 寄磯国民学校と改称。
- 1947年（昭和22年） - 大原村立寄磯小学校と改称。
- 1951年（昭和26年） - 木造平屋校舎を新築。
- 1955年（昭和30年） - 牡鹿町立寄磯小学校と改称。
- 1962年（昭和37年） - 木造２階建て校舎新築。
- 1963年（昭和38年） - 学校給食開始。
- 1966年（昭和41年） - 完全給食開始。
- 1979年（昭和54年） - 体育館（寄磯中学校と共用）完成
- 1984年（昭和59年） - 鉄筋コンクリート２階建て校舎（現在の校舎）新築
- 1986年（昭和61年） - 校庭にブランコ・すべり台・シーソー・鉄棒などを設置。
- 1989年（平成元年） - プール完成。
- 1992年（平成４年） - 9月より月1回の学校週五日制を実施。
- 1998年（平成10年） - インターネット接続のパソコン７台設置。
- 2002年（平成14年） - 学校週五日制完全実施。
- 2005年（平成17年） - 石巻市立寄磯小学校と改称。
- 2011年（平成23年） - 3月11日東日本大震災発生。児童のケガ等はなし。学区内の多数の家屋・倉庫が流出。体育館が避難所になる。

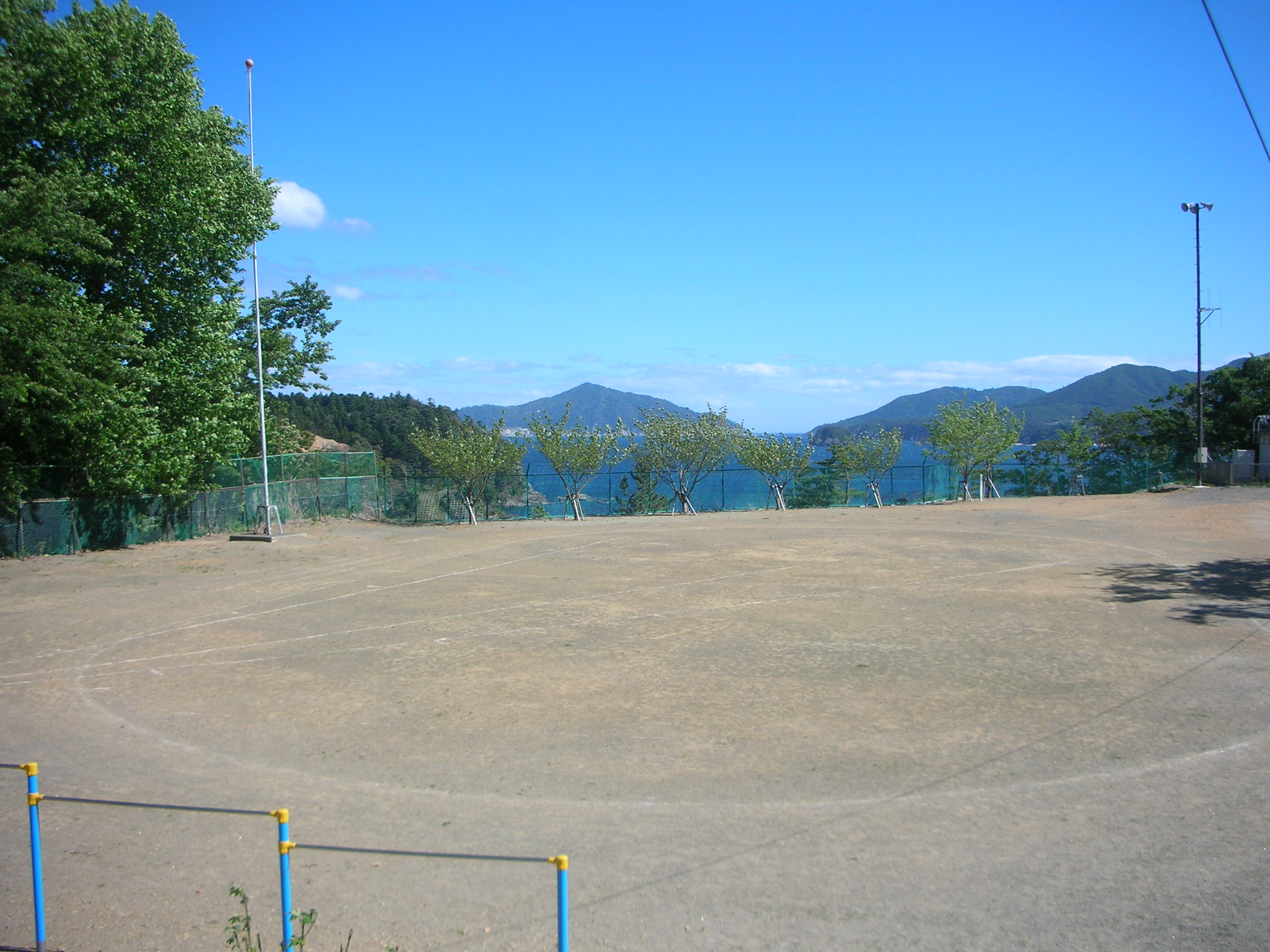
校庭から観える金華山

- 2012年（平成24年） - 新入児童１名。被災した教員住宅解体撤去。
- 2014年（平成26年） - 新入児童１名。特別支援学級新設。
- 2018年（平成30年） - BS-TBS「校歌を訪ねて」収録。全国放送される。
- 2020年（令和２年） - 新型コロナウィルス感染拡大防止のため，全国一斉休校措置。６月１日より授業再開。
- 2023年（令和５年） - 宮城県代表として６年児童が，文科省で行われた全国いじめ問題防止サミットに出席した。

　　　　　　　　　　 　- 石巻市立大原小学校との週１日の交流学習開始。
- 2024年（令和６年） - 新入児童１名。３年ぶりの入学式ということで，新聞・テレビ４社より取材を受ける。
- 2025年（令和７年） - 新入児童２名。

## 児童数の推移
| 1887年 | 29  |  |
| 1934年 | 107 |  |
| 1955年 | 111 |  |
| 1959年 | 154 |  |
| 1996年 | 42  |  |
| 2005年 | 25  |  |
| 2011年 | 17  |  |
| 2012年 | 14  |  |
| 2013年 | 14  |  |
| 2014年 | 9   |  |
| 2015年 | 11  |  |
| 2016年 | 11  |  |
| 2017年 | 10  |  |
| 2018年 | 9   |  |
| 2019年 | 8   |  |
| 2020年 | 7   |  |
| 2021年 | 8   |  |
| 2022年 | 6   |  |
| 2023年 | 2   |  |
| 2024年 | 2   |  |
| 2025年 | 4   |  |

## 教育目標（令和７年度）
- 共に楽しく学ぶ　寄磯の子

～仲間と共に　地域と共に　他校と共に～
目指す児童像
豊かな体験を通して楽しく学ぶ子（知）
自分の良さ　地域の良さを大切にする子（徳）
楽しくチャレンジする子（体）

## 学区
- 寄磯浜
- 前網浜

## 卒業生の進路
公立中学校の場合
- 石巻市立牡鹿中学校

## アクセス
- JR石巻線女川駅から車で約30分
- 三陸沿岸道路石巻女川ICから車で約60分